# Festival de Cine Feminista de Dublín
El Festival de Cine Feminista de Dublín (en inglés Dublin Feminist Film Festival, DFFF), es un evento anual independiente de cine, que se celebra en Dublín desde 2014, y que busca promover y celebrar a las cineastas y atraer a más mujeres a involucrarse en la producción cinematográfica. El festival no es competitivo y está organizado por personas voluntarias.

## Historia
El Dublin Feminist Film Festival (DFFF) se estableció en 2014. Comenzó como una recaudación de fondos organizada por Karla Healion, una activista feminista, que quiso ayudar a la organización Sasane con sede en Nepal, que trabaja con mujeres víctimas de trata sexual y está dirigida por mujeres que han sido víctimas. Healion conoció a esta organización en un viaje y vio la oportunidad de ayudar al grupo a través de su idea de organizar un festival de cine feminista en Dublín.
El DFFF persigue contrarrestar la representación errónea y estereotipada de las mujeres en el cine y exponer al público a una gama más amplia de personajes femeninos que los que se encuentran en el cine convencional, contrarrestar la subrepresentación de las mujeres en la industria cinematográfica mediante la proyección, el apoyo y la promoción de películas en las que las mujeres hayan desempeñado un papel vital en la producción (directoras, productoras, guionistas o miembros del equipo), para empoderar a quienes trabajan en la industria y atraer a más mujeres a ella, y, llevar las perspectivas, historias y experiencias de mujeres y feministas a un público más amplio a través del cine en un entorno inclusivo, positivo y amigable. Todas las películas proyectadas por el festival deben estar dirigidas por mujeres.
En 2018, el festival decidió no sólo presentar películas de directoras y guionistas, sino centrarse en directoras de fotografía, debido a que ese año, Rachel Morrison recibió una nominación al Premio Óscar de la Academia a la Mejor Fotografía por su trabajo en la película Mudbound, convirtiéndose en la primera mujer nominada por su trabajo detrás de la cámara en noventa años de los Premios Oscar, por lo que el festival vio la necesidad de poner el foco en las mujeres en este campo, ya que en ese momento, la representación de las directoras de fotografía era del 4 % en la industria. En esta edición la temática de las proyecciones y debates se centró en si existe una “mirada” diferente en las películas rodadas con una mujer detrás de la cámara.
El festival no es competitivo, pero los cortometrajes seleccionados se proyectan en la Sección Cortos y reciben premios. También incluye espacios y foros de discusión, así como un evento social. El festival está organizado por personas voluntarias y las ganancias obtenidas se donan a organizaciones benéficas locales.